# Laye Souleymane Diallo
Pour les articles homonymes, voir Diallo.
Laye Souleymane Diallo né en 1983 à Kankan en Haute-Guinée, est un homme d'affaires et homme politique guinéen.
Il est le candidat du Parti de la Liberté et du Progrès (PLP) aux élections présidentielles du 2020 en Guinée,.

## Vie privée
Marié à une Camerounaise et père de 4 enfants.